# Magyar népviselet

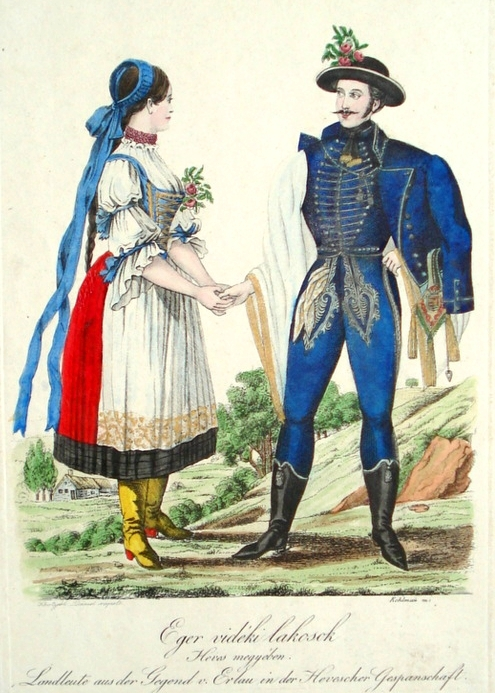
Szinezett metszet "Eger vidéki lakosok", 1830 körül

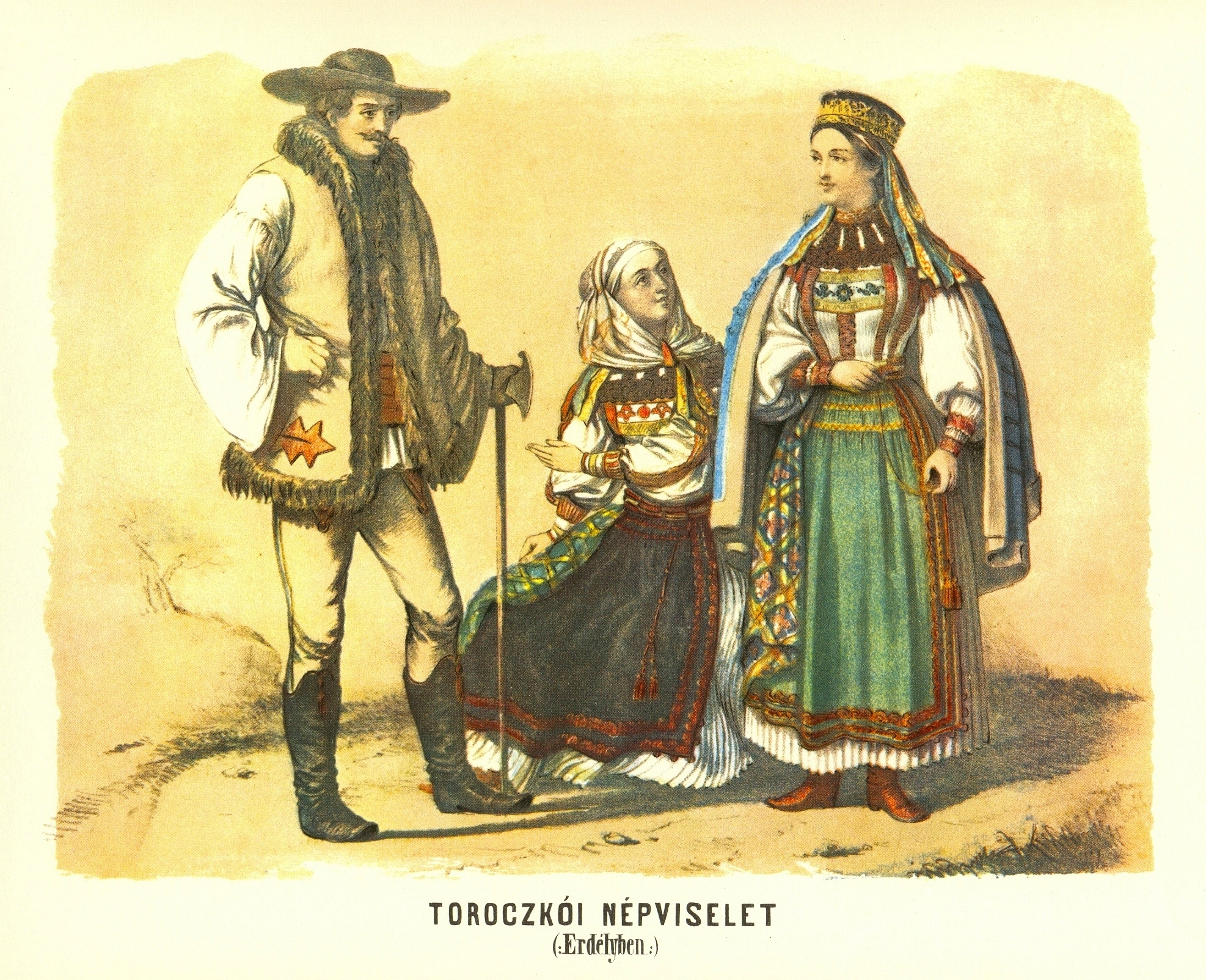
Torockói népviselet

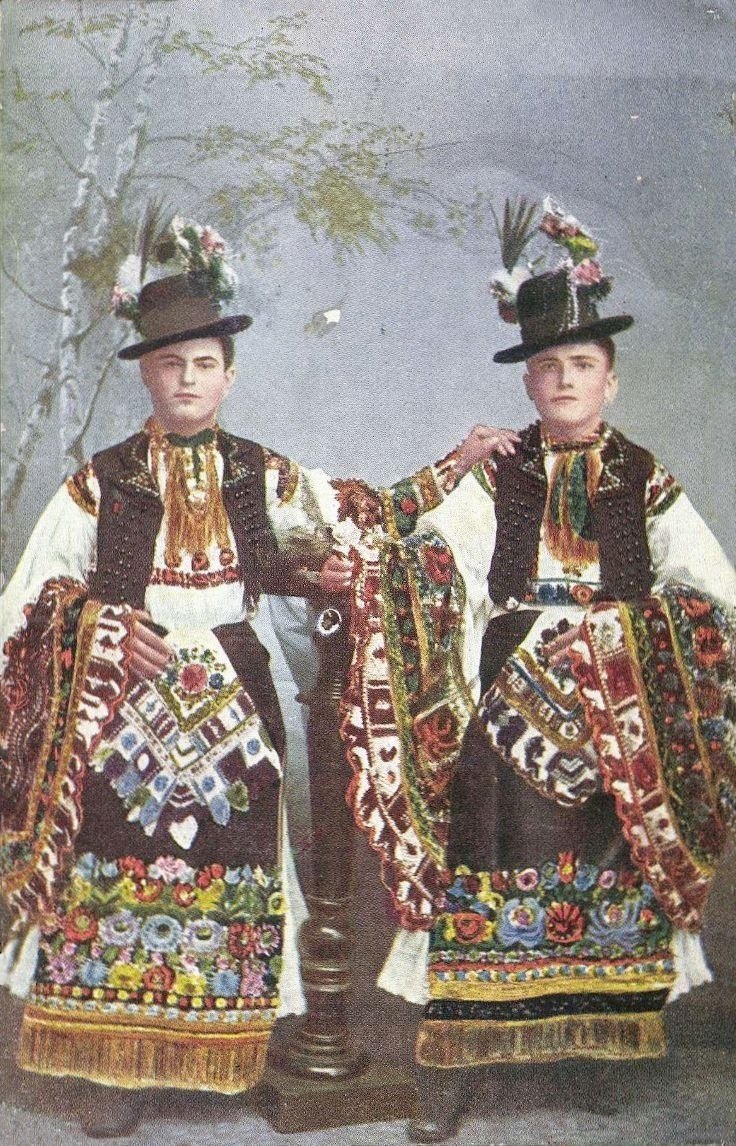
Mezőkövesdi népviselet (1915)

A magyar népviselet a magyarság hagyományos öltözködési módja. Fő táji típusai a dunántúli, a felföldi, az alföldi és az erdélyi. Jellegzetes vidékei: Galga-mente, Kalotaszeg, Kalocsa, Nagylóc, Matyóföld, Hosszúhetény, Hollókő, Kazár, Ormánság, Sárköz, Székelyföld, Torockó, Püspökbogád.
A viseletet törvények és rendeletek szabályozták. Másként öltözött a nemes, a jobbágy és a polgár. A különböző vidékek lakói viseletükkel is megkülönböztették magukat a többi vidék lakóitól és a nemzetiségiektől.
A régi ruhadarabokat házilag készítették tartós anyagból, hogy több nemzedéket is kiszolgálhassanak. A 19. század végéig az ing, bő gatya, székely harisnya anyagát továbbra is otthon szőtték (lásd szövőszék). A viselet többi részét egyre inkább gyári alapanyagból varrták. Az egyes községek kialakították a csak rájuk jellemző stílust. A berendezés, a szép tárgyak és a női viselet a nők kezében volt.
Ma már inkább csak ünnepekre vesznek fel népviseleti ruhát. A 20. század közepétől főleg a palócvidéken, Erdélyben és Kalocsa környékén él tovább.
A népviselet tudatos ápolása beszűkíti annak alkalmazási körét és mereven megkötheti egyes jellegzetességeit. A viselet elszakad a mindennapi élettől, és a történelem egy darabjának tekintik: ez a historizálás, ami rögzíti és megmerevíti a formát, mintegy múzeumi vitrinbe zárva. Mások a régi népi motívumokat eredeti környezetükből kiragadva, háztartási textíliákon és egyes ruhadarabok díszeként szerepeltetve igyekeznek megőrizni a népi formakincset.

## Története
A ruhadarabok elkészítése eleinte a család nőtagjaira hárult. Ők készítették a fogyó textíliákat és a díszes ünnepi darabokat, a kelengyébe szánt öltözéket, amit a család lányai férjhez menetelük után viseltek. Ez tartalmazta a hétköznapi ruhákat csakúgy, mint az asszony egész életére szóló díszes ünnepi textíliákat; összesen több száz darabot. Ennek előállítása munkában és pénzben is sok áldozatot követelt. Egyes fejlett szövő-hímző kultúrájú vidékeken, például Kalotaszegen, több mint tíz évig készült, és az egyszerűbb daraboktól a bonyolultabbak felé haladt. Ami nem készült el a lány férjhezmeneteléig, azt utólag pótolták. Összesen akár 600–800 sing vásznat is felhasználtak a különböző vásznakból. A pamutfonalat pénzért kellett venni.

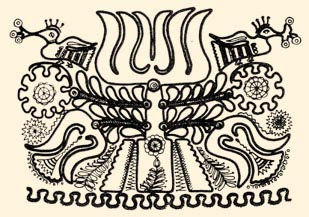
Bakonyi szűr dísze (1890)

A szűr a magyar férfi legismertebb felsőruhája volt. Mesterember készítette, a szűrszabó mester. Vállra vetve esőköpönyegként vagy ünnepi viseletként szolgált. Ujjaiban használati tárgyakat tartottak. Az ujjakat gyakran bevarrták. A 19. században elterjedt a cifraszűr, amit a mesteremberek gazdagon hímeztek. Később a rátétes minta is kedveltté vált. A cifraszűrt többször is betiltották, viseletét büntették, a díszítést levágták a hatóság emberei. Ez vitákhoz vezetett, mert megtörtént, hogy nemesek szűrében is kárt tettek.
A magyar népviselet szervesen magába foglalta a keleti és a nyugati hatásokat. Több ruhadarab (főleg a keleti eredetűek) azt az ősi törekvést idézi, hogy minél kevesebb szövet menjen veszendőbe. Jellegzetes a sok szín, főleg a piros és a kék kedvelése. A pirosnak akár több árnyalata is megjelenik ugyanazon a ruhadarabon.

## A magyar népviselet elemei

### Haj-, bajusz- és szakállviselet
A férfiak büszkék voltak bajszukra, és gondosan ápolták, ollóval nyírták. A hegyesre pödrött bajuszt régen a nemesek és a katonák viselték, innen átvette a köznép is. A 18. század végén betiltották ezt a szokást. A 19. század második felében a kisodrott bajusz terjedt el, és leginkább az Alföldön kedvelték. Hegyesre vagy csigaformára kenték-fenték.
A szakáll rangot és kort jelzett. A feudalizmus idején egyes vidékeken csak a nemesek viselhettek szakállat; náluk a körszakáll volt általános.
1848 után a szakállviselet elterjedt a köznép között is, és népszerűvé vált a Kossuth-szakáll. A Dunántúlon az úri viseletet átvéve az idősebbek teljes körszakállt növesztettek. Sok helyen viseltek barkót, pakumpartot vagy császárszakállat, de a legtöbben szakáll nélkül jártak.
A férfiaknál a hajviselet hossza többször is változott. A honfoglalók például rövidre nyírt hajjal jártak, de a kereszténység felvétele után hosszúra növesztette haját a magyar. A török korban szokásba jött a fej borotválása is, amit egyes vidékeken a 18. század végéig megőriztek. A hosszú, váll alá érő hajat rendszerint befonták, csimbókba kötötték.
A haj levágása egyes hiedelmek szerint az ember megcsonkítását jelenti.
A nők hagyományosan hosszú hajjal jártak, hajukat régen csak büntetésből vágták le. A főkötő felerősítéséhez egyes vidékeken levágták az asszony hajának egy részét. Csak a lányok járhattak kiengedett hajjal, gyakran azonban az ő hajukat is befonták; a fonatot vagy fonatokat szalaggal díszítették és fogták össze. Az asszonyok hajukat kötelezően feltűzték, vagy csomóba tekerték, sokszor fonás nélkül. A néphit varázserőt tulajdonított az asszonyok hajának.

### Fejrevalók

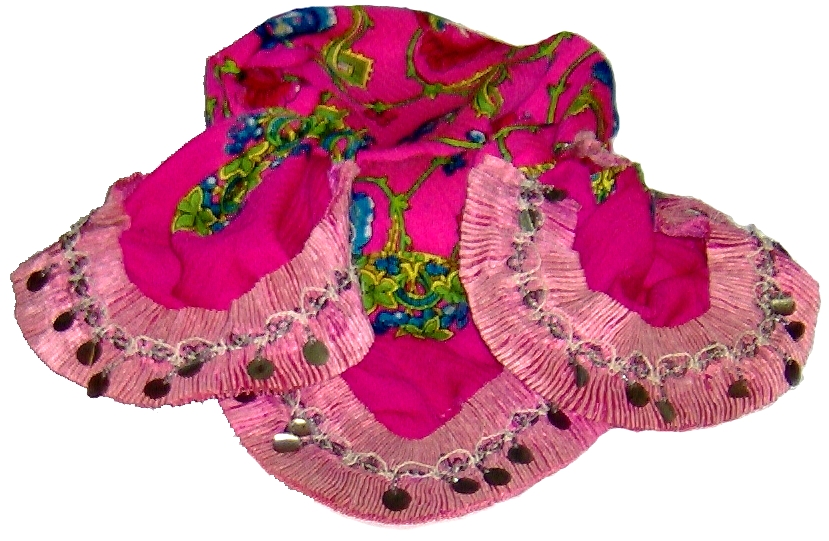
Palóc menyecskekendő

Az asszonyok sokféle alakú és méretű kendőt viseltek. Ezek között voltak hosszúkás és négyzet alakúak, kisebbek, vagy akár az egész testet beborítók. A nagy fehér lepedő a fehér gyászt jelezte. A kendőt megköthették az áll alatt, vagy a tarkón, vagy turbánszerűen csavarhatták a fejre. A főkötők az asszony hajának megtartására szolgáltak. Keményebb anyagból készültek, fakéregből, kéregpapírból, vagy keményített vászonból. Változatos alakú kéregfőkötőket hordtak. A fejfedőkkel az alkalomhoz és az időjáráshoz is igazodtak, például otthon csak egy egyszerű puha főkötőt tettek fel. A kendőre kalapot, szalmakalapot is tettek, különösen Erdélyben.
A lányok pártája a szüzek által viselt virágkoszorúból alakult ki, és a szűziességet jelképezte. Ha egy lány ezt elvesztette, akkor szégyenszemre le kellett vetnie díszét. A párta gyűrű alakú, gyöngyökkel kirakott, és hátul selyemszalagok lógtak róla.
A férfiak egyaránt hordtak kalapot, sapkát és süveget, bár a sapka jobbára téli viselet volt. A kúp alakú sapka lehet prémes vagy prém nélküli. A gazdagabbak kalapjukat színes szövettel díszíttették. A sapka anyaga juhbőr; a szőrmés vadbőr kalap nemesi kiváltság volt. A süveget nemezből készítették. Leginkább a 16–18. században divatozott, a 19. század második felére eltűnt; legtovább a pásztoroknál maradt meg. A katonák csákós süveget hordtak, és a nép utánozta őket, még akkor is, ha a hatóság botbüntetést helyezett kilátásba.
A kalapok laposabbak és szélesebb karimájúak, mint a süvegek. Formájuk sokat változott. Régen is hordták, de csak a süveg után vált népszerűvé a széles karimájú kalap. A karima szélességét rendeletekkel igyekeztek szabályozni, de minden rendelet hatástalannak bizonyult a divattal szemben. A karima szélessége később csökkent, de a pásztoroknál sokáig megmaradt a széles karima. Ezek a kalapok inkább a süvegre emlékeztettek. A Kossuth-kalap a Bach-korszakban terjedt el.
A kalapot pántlika, toll vagy bokréta díszíthette. A vőfélyek és a katonaviselt legények (kiszolgált katonák) színes pántlikát kötöttek kalapjukra. A daru-, a sas- és a kócsagtoll viselete nemesi kiváltságnak számított. Tollat, vagy bokrétát csak a legények vagy a pásztorok tűzhettek kalapjuk mellé.

### Ingek

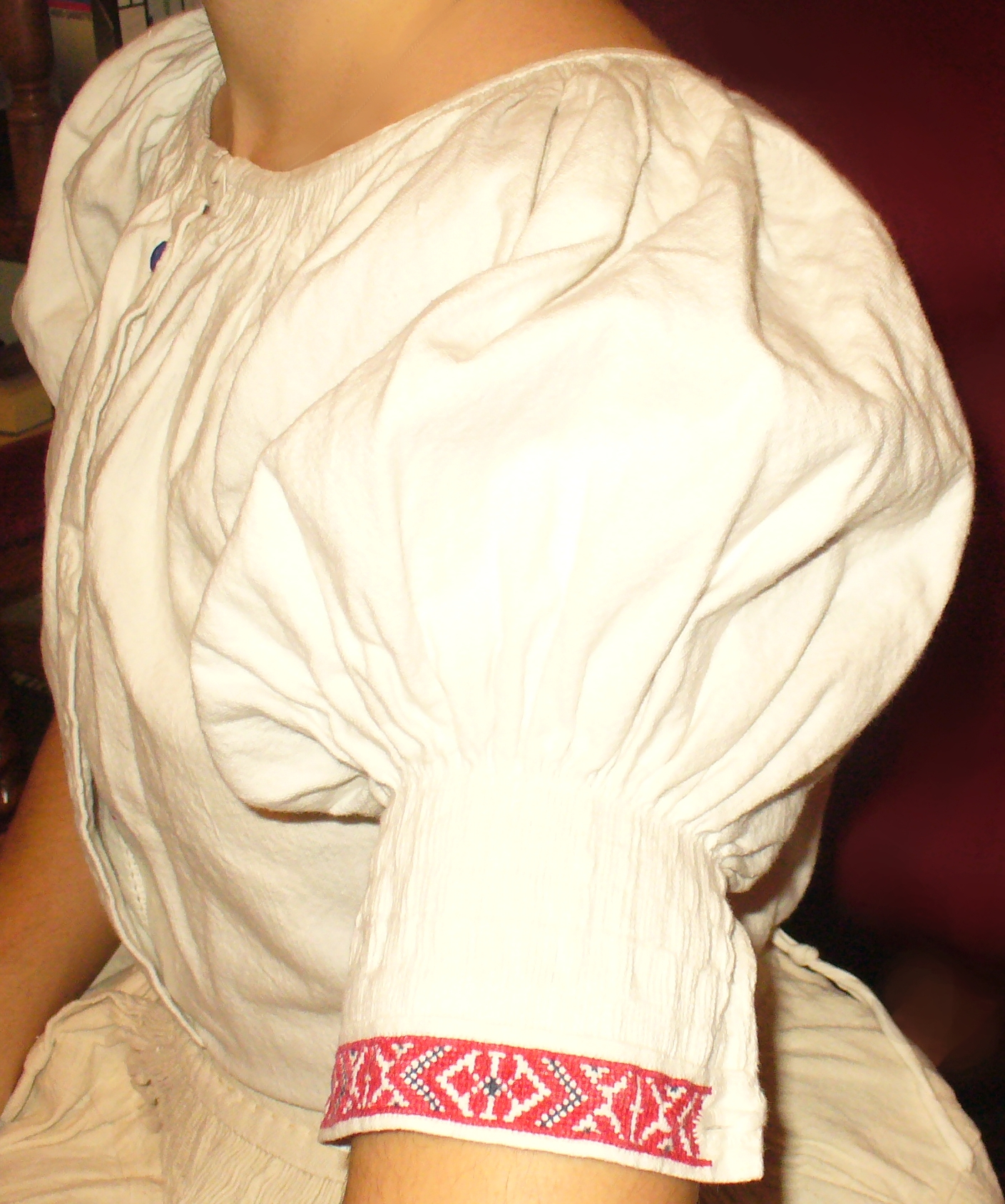
Vászoning – dudlos

A régi magyarok a hosszú inget kedvelték, de ezt a rövid ing váltotta fel, és csak a csángóknál maradt meg. Egyes vidékeken a női ingek szabadon hagyták a melleket, a hasat és a hátat; ezeket vagy a magasra húzott pendely, vagy egy vászonöv takarta. Egyes helyeken a női inget elöl nyitott vászonkabát helyettesítette.
A férfiingek egy ősi típusa a lobogó ujjú, derekatlan, borjúszájú ing. Régi paraszti viselet, a 19. század közepéig volt általános. Régebben még rövidebbre szabták. A Jászkun kerület a jobbágyoknak és a pásztoroknak betiltotta a nagyon rövid derekú ingeket. Készültek hosszabb, derekas borjúszájú ingek is. A csípő alá érő ingeket a gatyába tűrték. Erdélyben több helyen is térdig ért az ing, amit derékban övvel fogtak össze. Később Kelet-Erdélyben is a rövidebb ing jött divatba, ami a románoktól is megkülönböztette a magyart. A lobogó ujjú derekas ingek a 19. század második felében terjedtek el az Alföldön, ezek már gyári alapanyagból készültek. Az újabb ingek már szűkebb ujjúak voltak, és kézelővel is el voltak látva.

### Szoknyafélék

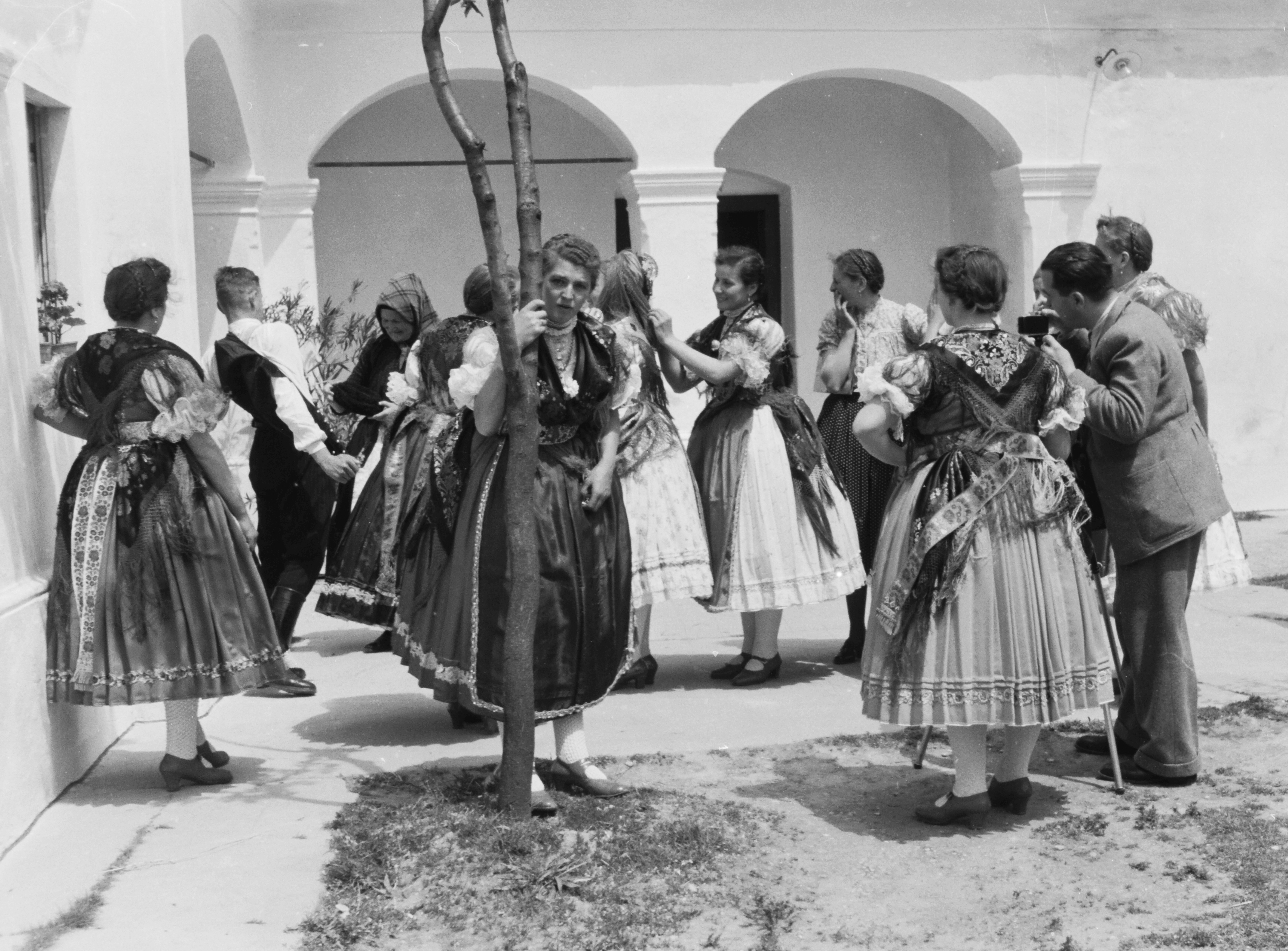
Rábaközi népviselet

A szoknyafélék a kötényekből alakultak ki. Egyes vidékeken mind a nők, mind a férfiak viseltek kötényt, máshol csak a nők hordták.
A pendely tulajdonképpen egy hosszú lepel, ami körbeölelte a nő testének alsó részét. Madzaggal lehetett összehúzni. A hosszú inghez nem vettek pendelyt.
Régebben a lányok és az asszonyok országszerte színes, elöl nyitott leplekben jártak, aminek nyílását köténnyel takarták. Ilyen például a muszuj. A 19. század második felétől ezek helyett zárt szoknyát, rokolyát kezdtek hordani.

### Gatya
A férfiak gatyája kétszárú nadrágféle. Madzaggal összehúzható és rögzíthető. Az egész országban ugyanazzal a szabással varrták. A hétköznapi gatya durvább anyagból készült, és szűkebb, mint az ünnepi. Hosszú derekú inghez inkább szűk, rövid derekúhoz bő gatya tartozott. A 19. század második felétől sok helyen a nagyon bő gatya jött divatba. Nyáron sokszor szűk vászonnadrágot hordtak helyette. Télen a gatya alsóneművé vált, és ez a szerep behatárolta bőségét. A pásztorok zsíros gatyát is használtak a piszkos munkákhoz.
A katonák és a pandúrok kék egyenruhája nagy hatással volt az alföldi pásztorok, csőszök, cselédek viseletére.

### Téli felsőruhák
A hideg időben a vászonruhák fölött viselt kabátszerű ruhadarabokat a racka juh gyapjából készítették. A guba a legrégibb és a legősibb felsőruha; alapanyaga többnyire fekete, de készült fehér, vagy fehérrel kevert gyapjúból is, ez utóbbi volt a mákos guba. Egyes vidékeken kenderkócot is használtak. Leginkább vállra vetve hordták.

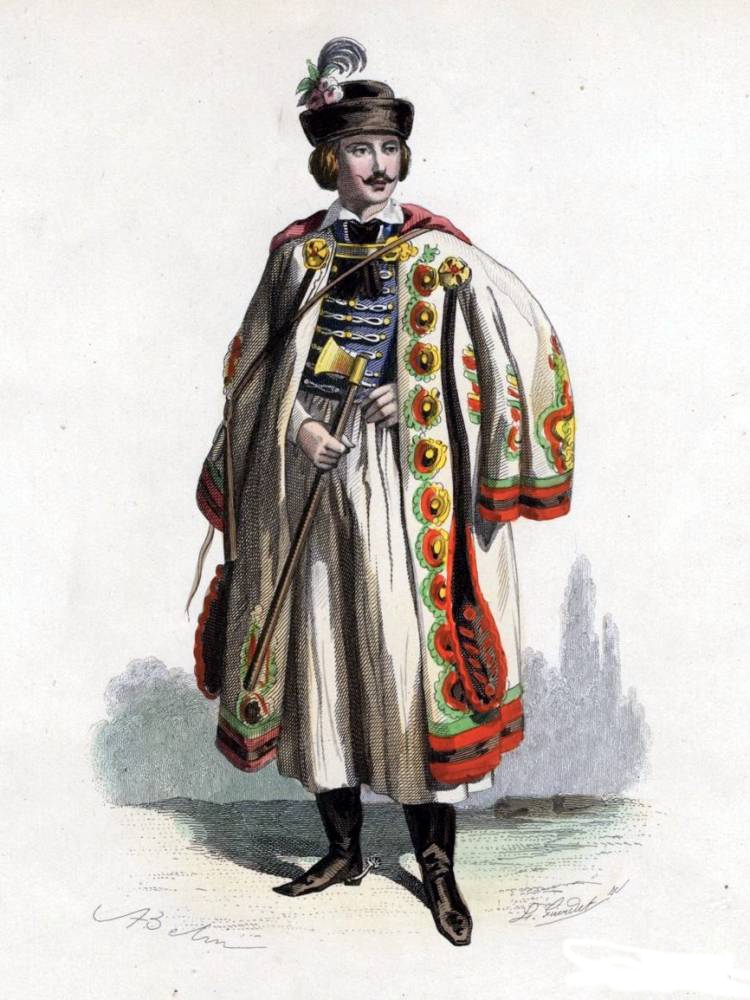
Cifraszűr

A férfiak viseletének legismertebb és legdíszesebb darabja a cifraszűr volt. A szűrt durva gyapjúszövetből készítették a szűrszabók. Ez régies kabátféle, ami viselőjét megvédte az időjárás viszontagságaitól. Parasztok, pásztorok, kocsisok és hajcsárok viselték. Díszítése a 19. század elején jött divatba. A Nyugat-Dunántúlról terjedt el, fő központja Debrecen. A díszítés jellegzetesen parasztos, és egy új paraszti öntudatot jelzett. A legények büszkék voltak cifraszűrükre; sokan minden vagyonukat ráköltötték, sőt, még lopásra is vetemedtek. A cifraszűr betagolódott a szokásokba. A cifraszűrt többször is betiltották, készítését büntették, de a cifrálkodásnak nem tudtak gátat szabni. A minta nagy területeket hagy szabadon, máshol összezsúfolódik. Az éppen divatos mintákkal céltudatosan bántak a szűrszabók. Virágkoruk az 1870-es, 1880-as évekre esett. Erdélybe csak a később kialakult rátétes szűrök jutottak el.
Ezek alá szűrdolmányt is vettek. A férfiak és a nők ugyanolyan szűrdolmányban jártak, sőt a legszegényebbeknél a férj és a feleség közös szűrdolmányt használt. Hosszúságuk, alakjuk és díszítettségük változó, a leghosszabbak bokáig érnek. Ráncolással, bojtokkal, a varrásvonalak mentén piros csíkokkal díszítették.
Nagy hidegben a szűrdolmány alatt bőrmellest viseltek. Egyes vidékeken ezt a hímzett és rátétes posztómellény váltotta fel.
A szűrdolmányhoz sok helyen szűrnadrág is járt. Ennek nincs fenékrésze; szárait a hason ellenző köti össze, aminek oldalnyílásait zseb helyett is használták kézmelegítésre. Combján, oldalán gyakran zsinórdíszítés vonult végig. Ezek a díszítések rangjelzésként is funkcionáltak, és faluról falura változtak.

### Bőrruhák
A bőr ruhaanyagként hasznosítása régi hagyomány. A pásztorok is készítettek szőrmés és gyapjas bőrruhákat, de ez leginkább mesteremberek, szűcsök feladata volt. A felsőruhákhoz szőrös bőrt, övhöz, lábbelihez cserzett bőrt használtak.
A hátibőr, ismertebb nevén kacagány cserzetlen, szőrös bőr, amin még a fej, nyak, lábak és a farok bőrét is meghagyták. Hátra vetve hordták, a nyak alatt a két mellső lábat összekötve. Takaróként és derékaljként is szolgált. Leginkább a pásztoroknál maradt meg. Hátibőrnek inkább a juhbőrből, kacagánynak a vadbőrből készült darabokat nevezték. A nagykun kerület a 18. században betiltotta a kacagányt.
Az Alföld egyes vidékein előbőrt is viseltek, ami a hátibőrhöz hasonló bőr. Az elő- és a hátibőr lábait a nyaknál és a csípőnél összekötötték. A két bőrt a pásztorok a 19. század közepéig viselték.
Az elő- és hátibőr továbbfejlesztése a gombolható juhbőr melles. Van, ahol oldalt és vállon, van, ahol a mellen gombolható. A gombok szintén bőrből készültek. Csípőig, vagy az alá ér. Birka vagy bárány szőrméjével szegélyezték. Egyes vidékeken a női melleseket posztóval borították. A férfiak mellesét hímzéssel díszítették. Az elöl gombolós melleseket a férfiak csak hidegben gombolták be. A fiatal nők (lányok, menyecskék) mellesei testhezállóak, és leszorítják a mellet.
A ködmön ujjas, kabátszerű ruhadarab. Érhet csípőtől térdig, bokáig. Többnyire téli viselet, de készültek díszködmönök is, ezeket nyáron is hordták ünnepi alkalmakkor. Mellest és ködmönt nem vettek fel egyszerre.
A férfiködmön alapanyaga fehér, vagy barnára festett bőr. Néha bekenték hájjal. Alja lehet egyenes, vagy fodros. A fodros aljú ködmön szabása a mentére emlékeztet; az egyenes aljúé a mellesekéhez hasonlít.
Az asszonyok ködmöne a férfiakéhoz hasonlít. Többnyire fehér, de egyes vidékeken fekete vagy barna ködmönt is hordtak az asszonyok. Ők a ködmönt nem puszta ingre, hanem nagykendőre vették fel, ami az egész felsőtestet eltakarta. A háromszögbe hajtott nagykendőt a vállon és a mellen át kötötték. A nagykendő miatt a ködmön nyakát mélyen kivágták.
A suba palástszerű ujjatlan ruhadarab. A pásztorok, szekerezők viselték. Az Alföldön, a Dunántúlon és Erdélyben a városi polgárok is subában jártak. Szőrével kifelé az eső, szőrével befelé a hideg ellen védett. Derékaljként, takaróként, lótakaróként, ülésként és asztalként is szolgált. Esküvőkön, ünnepeken a díszruha szerepét is betöltötte. Az ünnepi suba válltányérját gazdagon hímezték. Combig vagy bokáig ér. A férfiak subája rendszerint fehér vagy sárga, a nőké barna. Ez a ruhadarab egy életre szólt.
A pásztorok és a cselédek egyes vidékeken bőrnadrágot is hordtak. Ezt jól bezsírozták, hogy vízhatlan és puha legyen.
A szűcsök a bőrruhákat bőrrátéttel vagy hímzéssel díszítették. Ezek közül a rátétek a régebbiek.
Az övek egyik fajtája a nadrágszíj. A férfiak erre akasztották használati tárgyaikat, hogy kéznél legyenek. Vastag, cserzett, zsírozott bőrből hasították őket. Leginkább a pásztoroknál maradt meg. A másik fajta öv a gyűszű, más néven tüsző. Ezt is a férfiak viselték. Szélesebb a nadrágszíjnál, és zsebei is vannak a különféle használati tárgyak számára. A ruha alatt melegen tartotta a derekat és a hasat. A bőgatya szárainak bekötésére szolgált hidegben vagy esőben a lábszíj. Jó időben a két lábszíjat összekötötték, derekuk köré övezték, és ráakasztották a tűzszerszámot (lásd Gyufa).

### Kesztyűk és lábbelik
Kötött, szűrposztó vagy bőr, kétujjas kesztyűt leginkább a szekerezők viseltek télen a munkához. A kötött kesztyűk házilag készültek; a szűrposztó kesztyű a szűrszabó, a bőrkesztyű a szűcsmester munkája volt.
A bocskor egy bőrdarabból készült a talp és a lábujjak védelmére. Ha kilyukadt, megfoltozták. Alapanyaga cserzett vagy szőrös marha-, ló- vagy disznóbőr. Régen a nemesek is viselték, különösen a kisnemesek; innen ered a bocskoros nemes kifejezés. Legtovább a pásztorok hordták. A régi magyarság több bocskorformát is ismert: a különböző vidékeken viseltek kerekfejű ráncos orrú, tompaorrú, végig varrott orrú hegyes és fedeles bocskort.
Hidegben kapcára vették fel a különféle lábbeliket. A kapca durvább vászon-, bőr- vagy gyapjúdarab, esetleg kötött harisnya. A kapcát zsírozták, a bele csavart lábat vízzel lelocsolták, hogy puha és vízhatlan legyen, és légmentesen zárjon. A lábszárat a rácsavart gyapjúszövet vagy bőrdarab védte. Bőrtokok is készültek erre a célra, amit többnyire a belső oldalon lehetett befűzni. Leginkább a kanászok viselték. Egyes vidékeken csatos, sőt gombos változatban is megjelentek.
A papucsot két darabból készítették. Leginkább a nyári hétköznapokon hordták; egyes vidékeken a nők ünnepi viseletében is helyet kapott. Itt kötött harisnyát vettek alá. A fiatal nők papucsa magas sarkú volt. Sok férfipapucsot hátul bőrszíjjal lehetett a lábhoz rögzíteni. A török hódoltság idején terjedt el az ország déli részén.
Szintén két részből áll a cipő. Lehet hosszú, vagy rövid szárú. A szár nélküli cipőt félcipőnek nevezzük, a saruból alakult ki. Női viseletként a 19. században terjedt el; a bakancsot a férfiak a katonaságtól vették át az első világháború idején.
A csizmát a törökök ismertették meg a magyar néppel. A köznép a lovon járó nemesektől és a huszároktól vette át. A 18. században terjedt el. Drágasága miatt inkább ünnepi, vagy templomi viselet volt.
A legrégibb csizmatípus a magas patkós sarkú fordított csizma. Ezt a típust a 19. század végéig hordták. A fordított elnevezés készítésének módjára utal, ugyanis ezt a típust akkor fordították a színére, amikor már elkészült.
A csizmát ráncolással díszítették. Lehet oldalt, vagy hátul varrott. A hátul varrott az újabb. A régebbi csizmák szára letűrhető; a 19. század második felétől kéregbélést tettek bele, hogy kemény legyen. Bőrsarokkal látták el, de ezt is megpatkolták. A hátul varrott csizmák fejét sokszor külön darabból szabták, ez a nyelves fejű csizma. A férfiak csizmája fekete, a nőké piros vagy sárga volt. A cipő váltotta fel.
A szekerezők, vásározók, különösen a mesteremberek a lábbelijük fölé nemezharisnyát, botost húztak. Később a hasonló szerepű nemezcsizmát nevezték botosnak.
A csizmával együtt a sarkantyút is átvette a nép. A táncmulatságokon pengetésével szolgáltatta az ütemet, ezért elterjedtek a nagy, vagy több tarajú sárgaréz sarkantyúk. A kiskun kapitány a 18. században betiltotta a nagy tarajú sarkantyút.

## Tájak szerint

### Dunántúl
Göcsejben és Hetésben a lányok hosszú hajfonattal jártak. A szalagos fonat némelyik lánynak a sarkáig ért. Az asszonyok hajukat egy darab fára, a fakontyra tekerték; ezt később kartonpapír megfelelője váltotta fel. Horvát hatásra az ünnepeken kámzsaszerű fejfedőt viseltek. Szoknyájukat és kötőjüket vászonból varrták.
A férfiak rövid bundáját fehér és sárga bőrbetétekkel díszített vörös szattyánnal tarkították. Ingük sokáig rövid volt, nem ért el derékig; később divatba jöttek az elöl fehér pamuttal hímzett hosszú ingek. Az inghez eleinte egy-két, később öt-hat szélből készült gatyát, vagy posztónadrágot és csíkos kötőt vettek fel.
Lábbeliként bocskort hordtak télen és nyáron is. Hideg időjárás esetén kapcával, amit úgy betekertek szíjjal, hogy a rongy ki se látszott. Az ing fölé és a szűr alá zsinóros pruszlikot, az idősebbek bundamellest vettek.
A rábaközi viselet legtovább Kapuváron maradt fenn. Az ünnepeken a főkötőt hímzett kendővel kötötték be. Jellemző a hosszú szoknya és a színes selyemkötény. A női ruházat jellegzetes alapanyagai a vörös aranyozott csillagokkal megszórt bársony és a kék atlasz, de elterjedten használtak más gyári alapanyagokat is.
A férfiak ruhája is hasonlóan díszes volt. A gyolcsingeket aprólékos hímzett minta borítja. Még a gatyaszárak is megjelenik a virágminta. A kötényeken is kedvelték a virágdíszt.
A pruszlikot rózsákkal mintázott gyári alapanyagból varrták és szalagozták. Lábbeliként kemény szárú csizma szolgált.
Martoson (Csallóköz) a lányok és a fiatalasszonyok fekete szalaggal a hajukban jártak. A legtöbb fiatalasszony inkább az aranycsipkés és selyemszalagos főkötőt kedvelte, amit fésűre csavart kontyuk fölé kötöttek. Nyakukat több sor ezüstlánccal, vagy gránátgyönggyel díszítették. Vállukra bolti kendőt terítettek. A pendelyt kantárral hordták; a szoknya újabb divat. Bő ujjú ingük többnyire erősen kékített volt; a hosszú pruszlikot elöl-hátul kivágták. Az ünneplő ruha gyári anyagból készült. A fiatalok piros, az idősek fekete csizmában jártak.

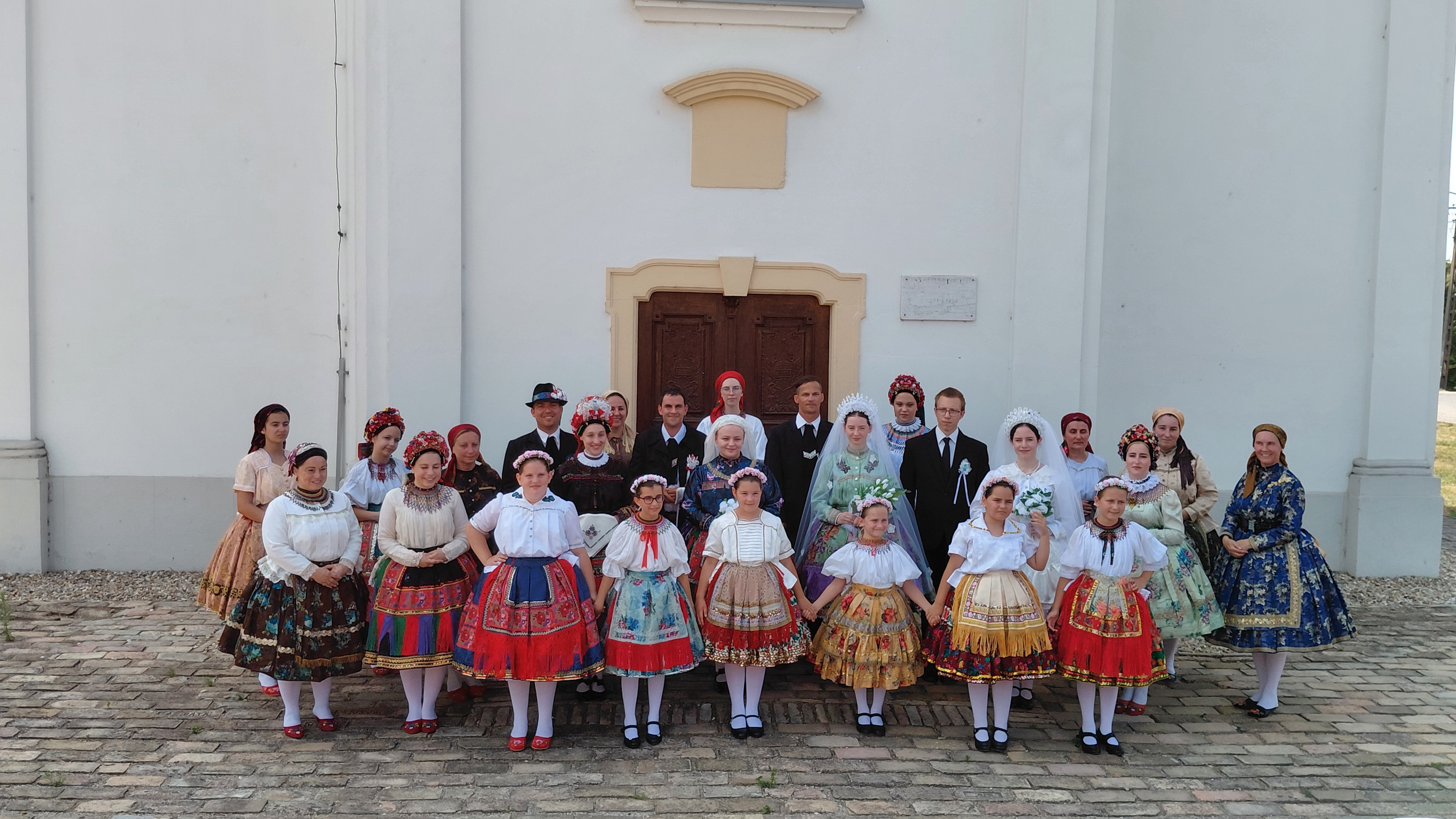
Sárközi népviseletben lévő hagyományőrzők Őcsényben

#### Dél-Dunántúl
Törökkoppányban (Somogy vármegye) a lányok az asszonyokhoz hasonlóan kontyba kötötték a hajukat. Erre kis kemény főkötőt, pillét kötnek; ezt gyönggyel varrják ki. A bársony ünneplő szoknyák farpárnát is magukban foglalnak. A férfiak ingüket nem tűrik a nadrágjukba; ennek alja gyakran csipkézett.
A fehér gyászszín az Ormánságban maradt meg a legtovább; csak a 20. században szorította ki polgári hatásra a fekete. A lányok két fonatba fonták hajukat, és piros szalaggal díszítették. Az asszonyok főkötője mutatta viselőjének korát; az öregasszonyoké teljesen fehér volt. A fiatalok tüll inget vettek a vászonszoknyához.
A Sárközé lett az ország egyik legdíszesebb népviselete, miután lakói hirtelen meggazdagodtak a vizek lecsapolását követően, és ezt különleges viseletükkel is hirdetni kezdték. A pártának egy új változata alakult ki, a bársony, ami három részből állt. Az asszonyok kontyukat félkoszorúba kötötték, és fekete alapon fehér hímzéses főkötővel borították. Azok a menyecskék, akik még nem szültek, bíbort viseltek, ami fátyolból készült, és selyemmel és aranyfonallal hímezték. Ezt úgy helyezték fel, hogy a melldíszek láthatók maradjanak. Gyakran hordtak nyakláncot.
A férfiak süvegben jártak, amit nyáron nagy karimájú kalapra cseréltek. Az ing köldökig ért, és ugyanilyen hosszú volt a szűrdolmány, ami szabásában is követte az inget. Fehér posztóból készítették, és oldalát zöld és piros bőrrel vagy posztóval tarkították. Minderre subát vagy cifraszűrt vettek.
A faddiak (Tolna vármegye) nagyon rövid inget hordtak, ami még a derekat sem érte el. A nők az ünnepi viseletben alsószoknyaként használták a pendelyt. A mellény és a szoknya össze volt varrva egymással. Kedvelték a vállkendőt és a sok ékszert.
Sióagárdon (Tolna vármegye) blúzszerű karcsúsított inget, selyemkabátkát, gazdagon hímzett kötőt és pruszlikot, tarka mintás vastag kötött harisnyát (az úgynevezett bütykös harisnyát) és szövetpapucsot viselnek.
A Dunántúlt fokozott mértékben érték a nyugati hatások. Déli részein a magyarok és a délszlávok kölcsönösen hatottak egymás viseletére.

### Felvidék

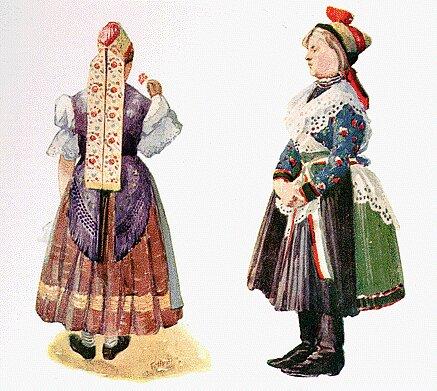
Palóc népviselet

A palócok főkötőit sokan megcsodálták, még Petőfi is.
A Párkánytól északra elterülő hat falu: Bény, Bart, Kőhídgyarmat, Garampáld, Kéménd és Kisgyarmat a kurta szoknyás népviseletéről vált híressé.
Őrhalom és Hugyag vidékén kallott házivászonból készítették az alsóneműket. Vállkendő nélkül jártak; ehelyett a pruszlik magasan záródó nyakát díszítették ki. A szoknyák lábszárközépig, vagy bokáig érnek; hétköznap kékfestő szoknyát vettek fel pirossal mintázott szőttes köténnyel. Az ünneplő szoknya nehéz szövetből, brokátból, bársonyból készült. A férfiak egyszerűbben öltöztek: fekete posztó ruhájukra subát, szűrt vagy ködmönt vettek. Az ünneplőhöz csizma járt.
Szécsény vidékén a lányok haját színes szalag díszítette. Az asszonyok főkötője több részből állt, és egészen eltakarta homlokukat. Elterjedten viselték a nyakláncokat, a fiatalok világos, a középkorúak kék és zöld gyöngyökből. Az ingváll vászon, néha tüll. Az ing nagy része kilátszott a keskenyre összehajtogatott kendő alól. A hímzett bőrpruszlik jómódú viselőt jelzett. A szoknyákat általában kékfestőből varrták; a szoknyát a kötő majdnem körbeérte.
Nagylócon, Hollókőn a férfiak szerényen hímzett vászoninge fölött viselt pruszlik gombjának színe jelezte viselőjének korát. A fekete klott kötő alját színes hímzés díszítette.
A bujáki lányok hajfonatát csak a végén díszítette szalag. Az asszonyok főkötőjén arany-ezüst fonalból és gyöngyökből készült csokor díszlett. Több sorban viseltek nyakláncot. A rékli sonkaujjú; a vállkendő fodra felfelé áll. Mindkettő gyöngyökkel ékes. A térden felül érő szoknyák aljához más anyagból szalagot toldottak. Nyáron félcipőben, télen csizmában jártak.
Kazár-Maconkán az asszonyok fejviselete fodrok, gyöngyök, aranycsipkék művészien megszerkesztett együtteséből állt. A szalagok a szoknyák aljáig érnek. Ünnepekre két inget vettek fel: az alsó keményített, a felső tüll vagy batiszt, és keresztbe kötött vállkendővel takarták. A felsőszoknya kedvelt alapanyaga a kasmír volt. Rendszerint egybevarrták a pruszlikkal. A hímzett kötény ugyanabból az anyagból való, mint a felső ing. A téli ködmön derékig ér, és selyemhímzésű. Az öregasszonyok emlékezete szerint a vőlegény rókaprémmel szegett sujtásos posztómentét és piros csizmát ajándékozott menyasszonyának. A férfiak kordbársony felsőruháját fehér gombok sora díszítette.

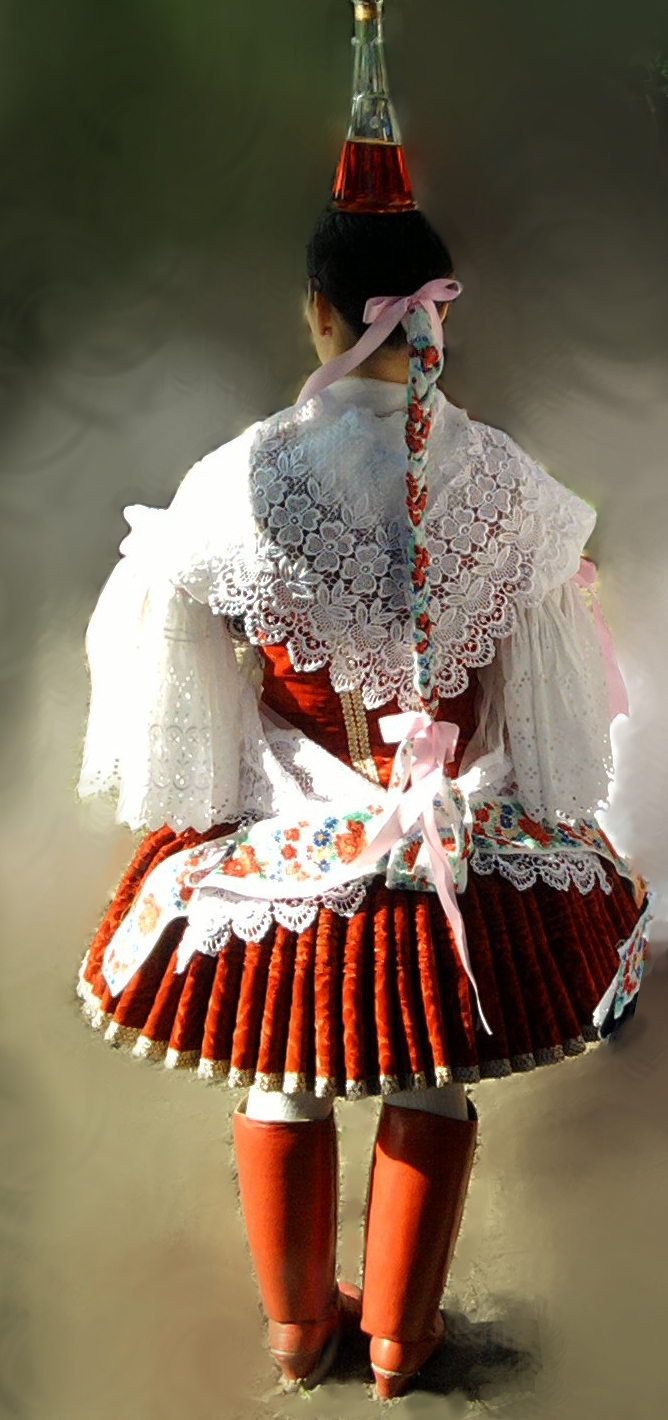
Bényi népviselet

Galgamácsán a lányok három ágba fonták hajukat, és szalagot is fűztek bele. Az asszonyok főkötőjét aranycsipke díszíti; erre a fiatalasszonyok fátylat borítottak. Öt-hat alsószoknya fölé feketével szegélyezett piros szoknyát vettek kék kötővel, színes vállkendővel. Az idősebbek kék szoknyáját pirossal szegélyezték.
Turán az asszonyok kendője kinyúlt oldalra. Ezt a főkötő tartotta. Az ingujj széle és a vállkendő is apró virágokkal hímzett. A sötétkék kartonszoknya erősen ráncolt. A férfiviselet a vasutasok egyenruháján alapul; ezt már olyanok is hordják, akik nem dolgoztak a vasútnál. Sötétkék posztó piros parolival, pantallós nadrággal. Lábbeliként bakancs vagy cipő szolgált.
Karancsságon a fiatalasszonyt fehéren varrott, rózsás, szalagos főkötő jelképezte. A kötény ugyanabból az anyagból való, mint a szoknya. Sokszor nem is vettek kötényt. Kedvelték a színes vállkendőt.
A matyóknál szokásban volt a gyerekekre felnőtt méretű ruhát adni: „majd belenő”. A fiúk ünneplő ingét összevarrták a nadrággal. Fejüket bokrétás kalappal fedték. A kislányok bokáig érő, csipkével díszített szoknyát hordtak, aminek alakja megegyezett a felnőttekével. A szoknya elé hímzett és rojtozott kötőt kötöttek. Felsőtestükre ünnepeken rövid ujjú selyemderékot adtak.
A női ruházat a gótikus divatot őrizte. A főkötő csúcsos, a szoknya derékban szűk, és csak a bokánál szélesedik ki. Az ing rövid és selyemujjú. Már korán divatba jöttek a blúzok, amiket felsőingként használtak. Erre jött rá a pruszlik és a vállkendő. Az alsószoknyához több száz méter szövetet használtak fel. A felsőszoknya kasmírból, selyemből, atlaszból készült. A kötény hosszú és keskeny, alsó része gazdagon hímzett. Mindez sokba került, ezért a szegényebb lányok évekig dolgoztak, koplaltak érte: „hadd korogjon, csak ragyogjon”.
A legények hosszú, bő ujjú inget viseltek, amivel még a kézfej is eltakarható. Az inget színes hímzéssel díszítették. A gatya szára nagyon bő volt, fél lábszárig ért, és alul rojtos. Újabban posztónadrág helyettesíti. Ezekhez ünnepeken csizmát vesznek. A nagy bokrétás kalap hosszú, köcsög alakú, széles szalagú. Ez az úgynevezett Barcsi-kalap.

### Alföld

#### Duna-Tisza köze
Az alföldi viselet nem volt olyan gazdag, mint a dunántúli vagy a felföldi. Több házilag szőtt anyagot, kevesebb színes hímzést foglalt magában. Díszes viselet csak a peremvidéken fordult elő.
Kalocsán és Szakmárban a lányok felkötötték a hajukat. Fejük tetejét egészen körbefogták egy rózsaszín vagy világoskék csokorral. A főkötő fehér vásznát színes hímzés díszíti. A 19. században viselt egyszerű kékfestőt egyre tarkábban hímzett szövetek váltották fel. A felsőszoknya sötétkék vagy sötétzöld, több alsószoknyával. A kötényt fehér csipke szegélyezi. A harisnya és a papucs is színes. Szakmáron régen sötét volt a menyasszonyi ruha.
A Duna–Tisza közében a mezővárosokban a nők már a 19. században elhagyták a viseletet, kivetkőztek, és divatos ruhákban jártak, míg a férfiak gatyát, kék nadrágot és subát viseltek.
A kiskunsági pásztorok viselete számos régi elemet őrzött meg. A kalap süvegre emlékeztet, csak a pereme más. A bő fehér gatyára és ingre ezüst gombú fekete lajbi borult. A gulyások erre subát, a szegényebb pásztorok szűrt vettek. Ezeknek használták a rövidebb változatait is, a szűrdolmányt vagy a kankót, mert könnyebb volt bennük mozogni. A ködmönt vagy dakuködmönt hímzett piros irhaborítás szegélyezi. Derék alá ér. A juhászok nadrágja térd alatt kibővül, sárgaréz gombokkal. Ezekkel lehetett a nadrágot ki- és begombolni. A pásztorok csizmái hegyes orrúak és magas sarkúak voltak.

#### Tiszántúl

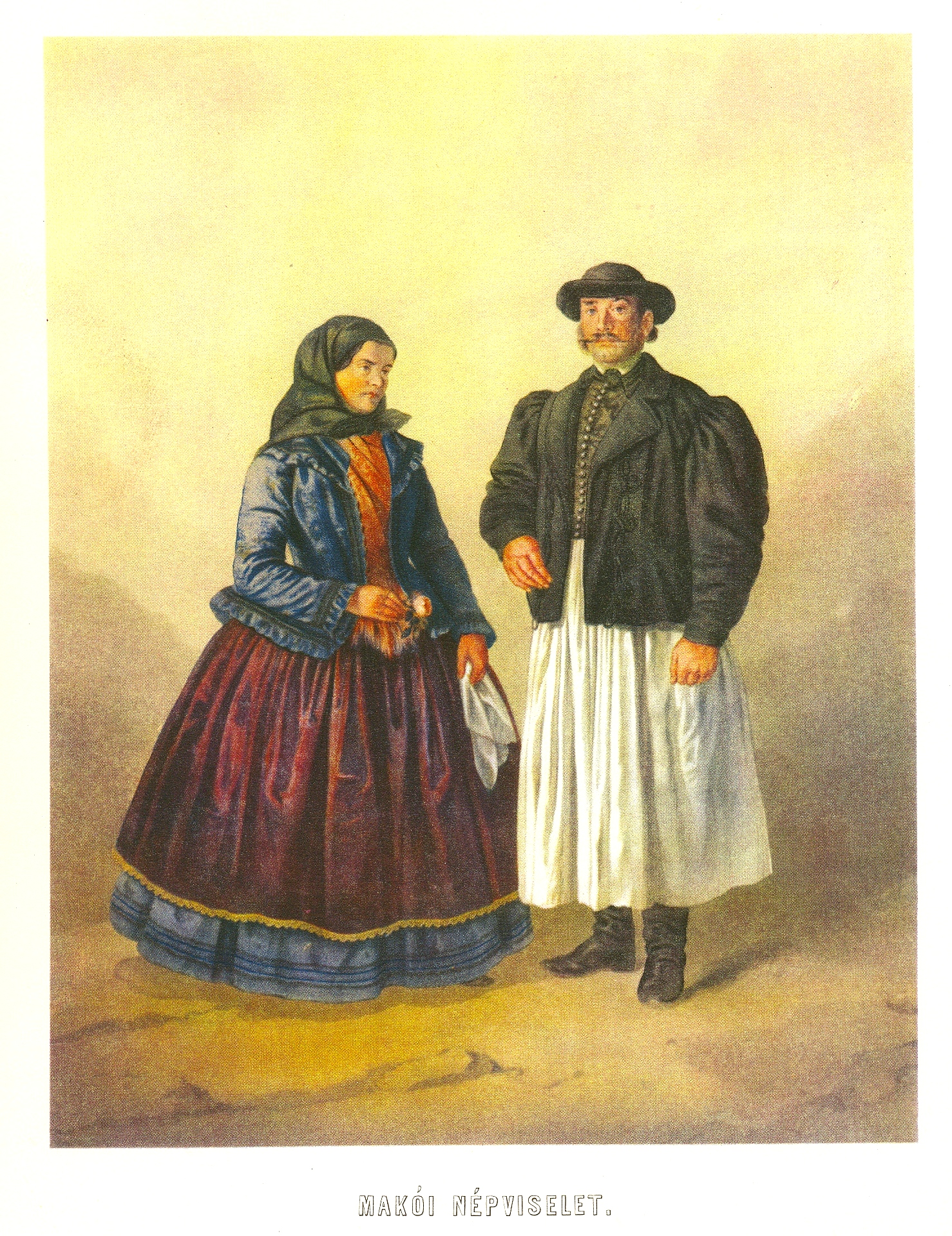
Makói népviselet

A hortobágyi pásztorok nagy karimájú kalapjukat rendszeresen zsírozták. Ettől olyan nehéz lett, hogy a jószág fegyelmezésére is alkalmassá vált. Bal oldalán madártoll lengett, ami jelezte viselőjének rangját. A csikósok kék inge és gatyája a szabadságharcos huszárok egyenruháját utánozta. A csikósok, gulyások lábbelije a csizma, a kondásoké a bocskor volt. Kedvelték a szűrt, a subát és a ködmönt. A juhászoknak volt zsíros gatyája is a piszkos munkákhoz, például a nyíráshoz. Télen bőrből vagy posztóból varrt juhásznadrágot (rajthuzlit) vettek a gatyára. Elölgombolós bőr mellest vagy lajbit hordtak egyszerű bundával vagy nyakatlan szűrrel.
A Tiszántúl középső és északi részének viseletére nagy hatással volt Debrecen és Hortobágy. A lányok hajukat egy ágba fonták, és végig szalaggal díszítették. Pártájuk gyönggyel volt kirakva, és kedvelték a gránát gyöngysort. Az asszonyok kendőt kötöttek. Sötétkék vagy fekete szoknyát és lajbit hordtak. Télen fekete selyemmel vagy szironnyal varrt barna kisbundát öltöttek. Nyáron posztórátétes ujjatlan posztóköpenyben jártak. Korán kezdtek cipőt viselni, de a kordován csizma ünneplőként megmaradt. A férfiaknál általános volt a kupeces kalap. A nyári gatya és ing gyapotból, a téli sötétkék posztóból készült. Mellényüket ón- vagy ezüstgombok díszítették. Télen subát vagy szűrt öltöttek. Csizmájukra sarkantyút erősítettek.
A Tiszántúlon csak kevés helyen alakult ki sokszoknyás viselet. Ajakon (Szabolcs vármegye) a felsőszoknya a 19. század végéig lábszárközépen alul ért, de ahogy egyre több alsószoknyát használtak, úgy egyre rövidebb lett. A kötény virágmintás. A lányok blúzára gallérokat tettek. Télen csizmában, nyáron cipőben jártak. A menyasszony vállkendője fekete. A hagyományos férfiviselet a vászoning és a vászongatya, a nadrág 19. századi jövevény. Hideg időben gubát vettek. Csizmában vagy bocskorban jártak.
A bodrogközi lányok régen három fonatba fonták hajukat, de később a két fonat jött divatba. Szalagokat fontak bele. Ingvállukat gyolcsból, kabátkájukat (litya) színes anyagból varrták. Felsőszoknyájukhoz selymet vagy kasmírt használtak. Alá öt-hat alsószoknyát (kabát) vettek. Vállukat zsalikendővel takarták. Az asszonyok ködmöne hímzéssel volt díszes. Lábbeliként fekete csizma szolgált. A legények gyolcsinge bő szájú, gatyája széles. Derekukról színes rojtok, pántlikák lógtak egészen a sarkukig. Zsinórozott és paszományozott fekete lajbit hordtak. A módosabbak fekete gubában jártak.
A Fekete-Körös mentiek viseletükben számos vonást a tiszántúliaktól vettek át. A vászoning rövid ujja fodrokban végződik. Az elölkötős vászon pendely nagyon bő és alul ráncolt. A lányok kötője csipkézett és fehér, az asszonyoké erősen ráncolt fekete. A szoknya a 19. század végén jelent meg: a lányoké piros, a menyecskéké kék, az öregasszonyoké fekete. Ujjasuk vagy pruszlikjuk is ugyanilyen színű. A pruszlik zsinórozott, és hímzett virágok díszítik. A lányok munkához bocskort húznak, egyébként piros csizmában járnak.
A férfiing széles tüszőjű (gyűszűjű) és rövid derekú. A fiatalok csokros nyakravalója (galandja) fehér, az öregeké fekete. Munkához ujjatlan, hímzett, prémes juhbőr mellényt vettek (kuzsók). A suba, a guba és a cifraszűr jelezte a társadalomban betöltött helyet. Ezeken kívül viseltek még darócot is. Ezt a kabátféle gyapjúszövetből készült, és színes posztócsíkok díszítik. A fiataloké piros, az öregeké fekete. Munkához bocskort húztak, ünnepekhez csizmát. Télen lábukra kapcát tekertek.

### Erdély

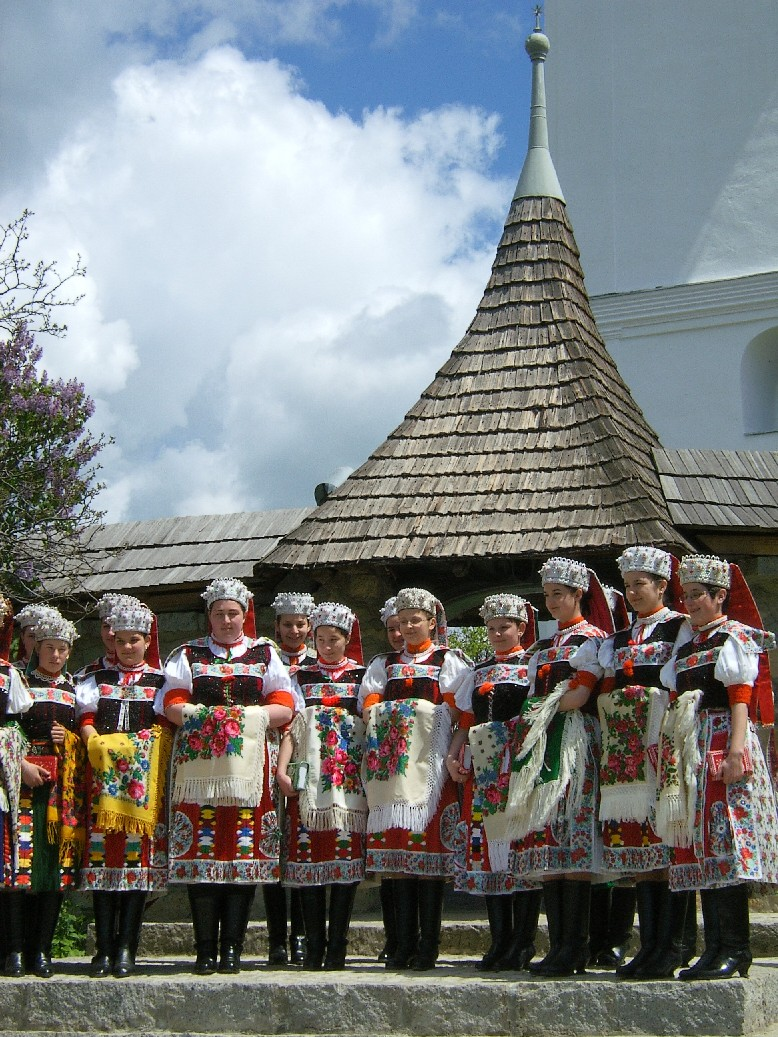
Pünkösdi pompa Körösfőn (Kalotaszegi népviselet)

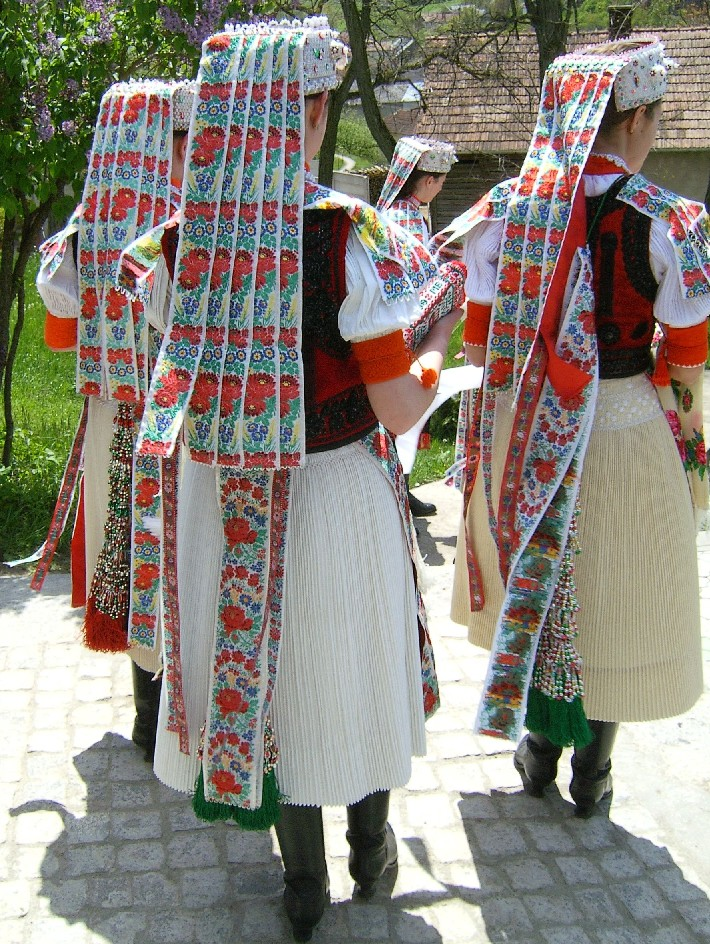
Körösfői lányok pártában

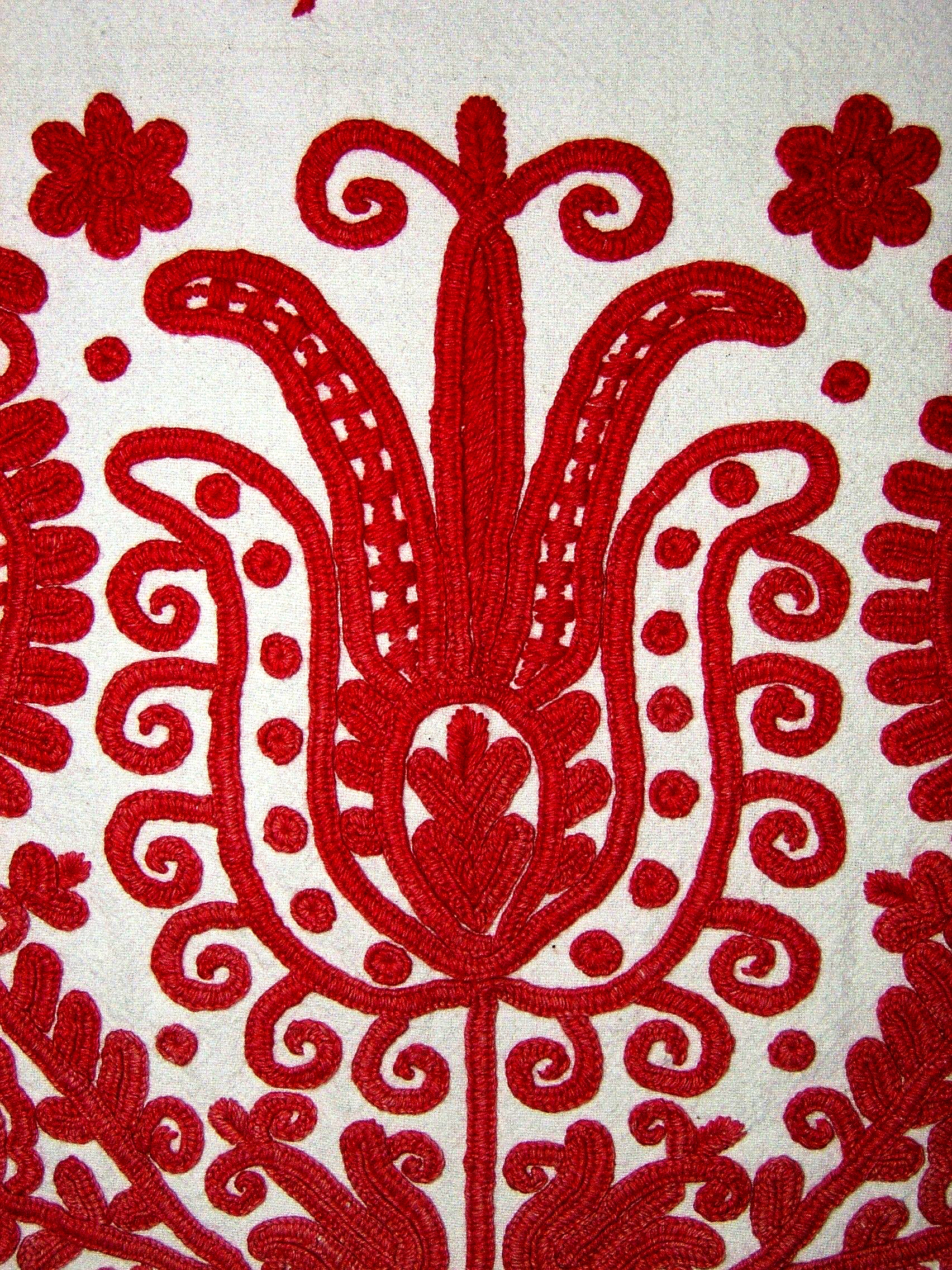
Kalotaszegi varrottas

Kolozsvárott a női viselet hamar polgárosodott. Rövid felsőszoknya alá több alsószoknyát vettek. A felsőszoknya anyagával az évszakhoz igazodtak: nyáron a kartont, télen a nehezebb, divatosabb anyagokat kedvelték. A lányok fehér hárászkendőt hordtak vállukon. A férfiak gatyája erősen ráncolt; a gatya és az ing is bő. Már régóta viselik a posztónadrágot: hétköznap szürkét, ünnepeken kéket ellenzővel és zsinórozással. Az ünnepi viselethez hozzátartozott a kék, rézpitykés lajbi. A nős férfiak fehér szűrt öltöttek fekete csizmával.
Kolozsvár viseletét a környező településeken is utánozták, másolták, átvették.
Kalotaszeg népviselete híres. Nyáron kedvelik a szalmakalapot. A lányok egy, ritkán két fonatba fonott haját a végén szalag fogja össze. Ünnepeken a pántlika egészen a szoknya aljáig lóg. Szalagos pártájukat gyöngyök díszítik. Az asszonyok kendőjüket hétköznap tarkójuknál, ünnepeken áll alatt kötik meg. Az ingek válla, gallérja, kézelője keresztszemesen hímzett. A muszuj alatt vászon vagy gyolcs ráncolt pendelyt viseltek, ebből ünnepeken többet is felvettek. A fekete szatén vagy klott muszuj egyik sarkát feltűzték, ezzel láthatóvá vált a pendely. A muszujt gazdagon ráncolják, és első nyílását kötővel takarják. Téli mellrevalójuk bőrből készült. A lányok, fiatalasszonyok tulipánmintás piros csizmában járnak.
A férfiak az első világháború előtt hosszúra növesztették a hajukat. A fehér gatyát és a vele viselt apró virágmintás kötőt is ekkoriban hagyták el. Ovális tetejű kalapban vagy fekete sapkában jártak. A legények gyöngyös bokrétája egészen félrehúzza a kalapot. A 20. századig bő ujjú inget hordtak; azóta a szűk ujjú katonás ing terjedt el. Télen posztónadrágot vettek a gatyára. A színesen csíkozott, sallangozott fehér vagy barna darócot a rátétes szűr szorította ki. Munkához bocskort húztak, ünnepeken csizmában jártak.
A torockói viselet a barokk korszak pompáját idézi. A női ingek gazdagon darázsoltak, az ingvállak és kézelők dúsan hímzettek. A hímzés alapszíne leginkább a piros és a kék. Még az alsóneműt is csipke szegélyezi. A mellrevaló, a palást és a mente is hímzéssel teli. A férfiak bundája, harisnyája, posztómellénye és condrája székely hatást tükröz. Csizmájukra ünnepeken kék selyembojtot kötöttek.

#### Székelyföld
A székelyek viseletüket főként háziszőttesből készítik. A lányok kettőbe fonják hajukat. Az asszonyok főkötőjére (csepesz) újabban kendő kerül. Vászoningük kézelője rövid, gallérja fodros. Kedvelik a többszoknyás viseletet, az alsószoknyát és a pendelyt. A nyári felső viselet a gyöngyözött vagy zsinórozott mellény. A szoknyát kevert fonalból szőtt anyagból varrják. Színei: fekete, barna, vörös és kék. Ezt a gyapotszoknya (rokolya) helyettesíti. Gyapjú- vagy gyapotkötényük színben eltér a szoknyától. Téli felsőjük a bundamellény, vagy a szürke vagy barna vastag háziszőttes szokmány vagy kürti. Lábbeliként puha szárú csizma szolgált.
A férfiak régebben hosszú hajat viseltek. Ezt a 19. század végén a katonaság miatt elhagyták, és utána sem növesztették vissza. Ha nincs hideg, akkor széles karimájú nemezkalapban járnak; hideg időben prémes sapkát vesznek. A régi ingeknek nincs nyakuk vagy kézelőjük, az újabbaknak van. A vászongatya már korán alsóneművé vált. Kedvelik a szűk, fehér gyapjú harisnyát. Ennek zsinórozása jelzi viselőjének rangját. A nyári zsinóros mellény ugyanolyan díszes, mint a harisnya. Télre hosszú barna kabátot vagy hosszú bőrbundát vesznek. A csizmát ünnepeken, a bocskort hétköznap hordták.
A barcasági csángó viselet szász és román hatást egyaránt mutat, viszont hasonló ingeket találunk itt is mint Halmágyon, Balavásár környékén, Székelyföld bizonyos falvaiban, vagy Kalotaszegen. A leányoknak pirossal, az idősebbeknek fehérrel volt hímezve.
A szoknya az inggel egybe van varrva.
A nők fejviselete a csepesz és a selyemkendő, de hordták a gyöngyös pártát is. Hajukba hosszú szalagokat fontak. A hétfalusiak előszeretettel viseltek bogláros övet és kösöntyűt.
A férfiak kieresztett, ún. sárigcérnás inget, harisnyát és széles karimájú kalapot viseltek.
Derekukat széles öv díszítette.

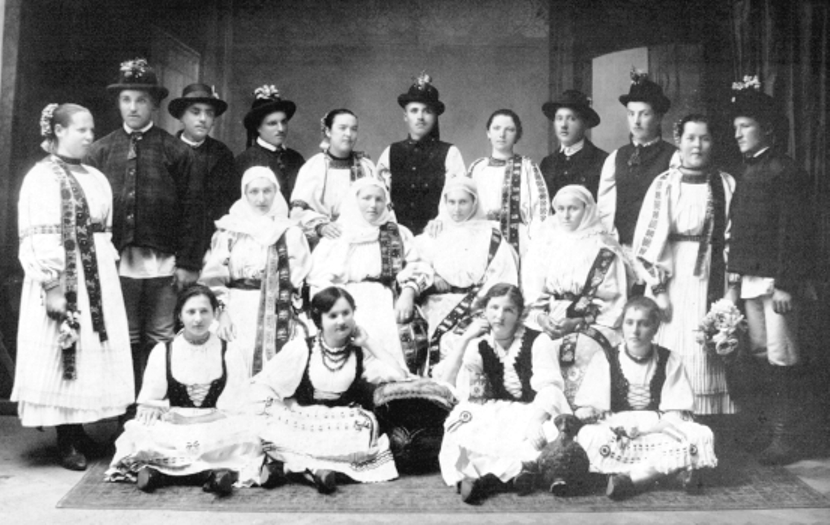
Barcasági csángók népviseletben

A gyimesi csángók viseletét az apró, finom hímzések teszik értékessé. Fő jellegzetességük a „fonákján varrott”-nak nevezett öltéstechnika. A női inget a könyöknél összeráncolták és a ráncolásnál szövőöltéssel hímezték. Nincs két egyforma inghímzés.
Alul pendelyt, rajta a moldvaihoz hasonló lepelszoknyát viselnek.
A férfiing bő és hosszú, deréknál kieresztik akárcsak más csángó vidékeken. Alul, nyáron szűk vászonharisnya, télen ugyanaz posztóból.
Előszeretettel viselik a hímzett bőr mellyest.

### Moldva
A csángók nemcsak nyelvükben őriznek sok régiséget, hanem viseletükben is. A 17. századi úri viseletre emlékeztet a nagylányok karikára csavart haja. Az asszonyok kendőben, vagy főkötőben járnak. Kedvelik a sok gyöngysort. Az ingujj hímzéssel díszített. Elöl nyíló lepelszoknyájukat ingükre kötik, és bal szélét feltűzik. A török korban sok férfi leborotváltatta a haját, később a vállig érő haj vált általánossá. Nemezkalapjuk magas tetejével egy korábbi erdélyi divatot őrzött meg. A 15. századi szokásokra emlékeztet az a gyapjú háziszőttes nadrág, aminek szárait nem varrták össze.